# Corchorus macropetalus
Corchorus macropetalus là một loài thực vật có hoa trong họ Cẩm quỳ. Loài này được (F.Muell.) Domin mô tả khoa học đầu tiên năm 1927.